# Seray Ercan
Seray Ercan (Smirne, 1º gennaio 1993) è un'attrice teatrale turca, nota per aver interpretato il ruolo di Ebru nella serie Come sorelle (Sevgili Geçmiş).

## Biografia
Seray Ercan è nata il 1º gennaio 1993 a Smirne (Turchia), e oltre alla recitazione si occupa anche di teatro.

## Carriera
Seray Ercan dagli anni del liceo ha studiato teatro, poi durante gli anni dell'università ha iniziato la sua carriera professionale entrando a far parte del teatro Han. Dopo il diploma di maturità scientifica, ha deciso di iscriversi presso il dipartimento di ingegneria alimentare dell'Università di Ege, dove alcuni anni dopo ha ottenuto la laurea. Dopo aver completato la sua formazione universitaria si è stabilita ad Istanbul. Nel 2019 ha è stata scelta per interpretare il ruolo di Ebru nella serie Come sorelle (Sevgili Geçmiş) e dove ha recitato insieme agli attori Ece Uslu ed Emre Kınay. L'anno successivo, nel 2020, ha recitato nella serie Sadakatsiz e nella serie di Kanal D Zalim Istanbul. Nel 2021 ha recitato nella serie Kefaret.

## Filmografia

### Televisione
- Come sorelle (Sevgili Geçmiş) – serie TV (2019)
- Sadakatsiz – serie TV (2020)
- Zalim Istanbul – serie TV (2020)
- Kefaret – serie TV (2021)

## Teatro
- Sınırda (2019)

## Riconoscimenti
- Premio Bedia Muvahhit Theatre Awards
  - 2017: Vincitrice come Attrice di maggior successo dell'anno nella commedia[senza fonte]